# Bras-Panon
Bras-Panon là một xã thuộc tỉnh Réunion.